# Stegovnik
Stegovnik (tudi Štegovnik) je 1692 mnm  visoka gora v Karavankah med Jezerskim in Tržičem.
Stegovnik je najmarkantnejša gora v vzhodni veji Košute, ki je priljubljen planinski cilj. Gora je do vrha porasla z redkim gozdom. Zlasti mogočna se kaže proti Medvodju v dolini Tržiške Bistrice kamor prepada v strmi steni. 

## Dostopi
- Od Kanonirja na Spodnjem Jezerskem po gozdni cesti ob Zabukovskem potoku do Močnikovega sedla (1315 mnm). Tu se cesta konča. Od tu naprej proti slemenu Fevča (1486 mnm), kjer se pot obrne proto jugozahodu v Stegovnikov masiv - skupaj 3 ure.
- Iz Medvodja po gozdni cesti proti planini Fevča, kjer je konec ceste. Od tu naprej po brezpotju proti slemenu Fevča, kjer najdemo markirano stezo, ki pripelje iz Močnikovega sedla, in ji sledimo na desnoproti vrhu Stegovnika - skupaj 3 ure